# Ắc quy khởi động
Ắc quy khởi động là một loại pin sạc có thể sạc lại được, nó được sử dụng để khởi động xe cơ giới như ô tô, xe tải hay xe công trình. Mục đích của nó là cung cấp dòng điện cho máy khởi động hay máy đề, từ đó khởi động động cơ đốt trong hoạt động. Khi động cơ đã hoạt động, ắc quy vẫn tiếp tục cung cấp nguồn điện cho hệ thống điện của xe. Ắc quy được sạc lại bởi máy phát điện trên xe ô tô.

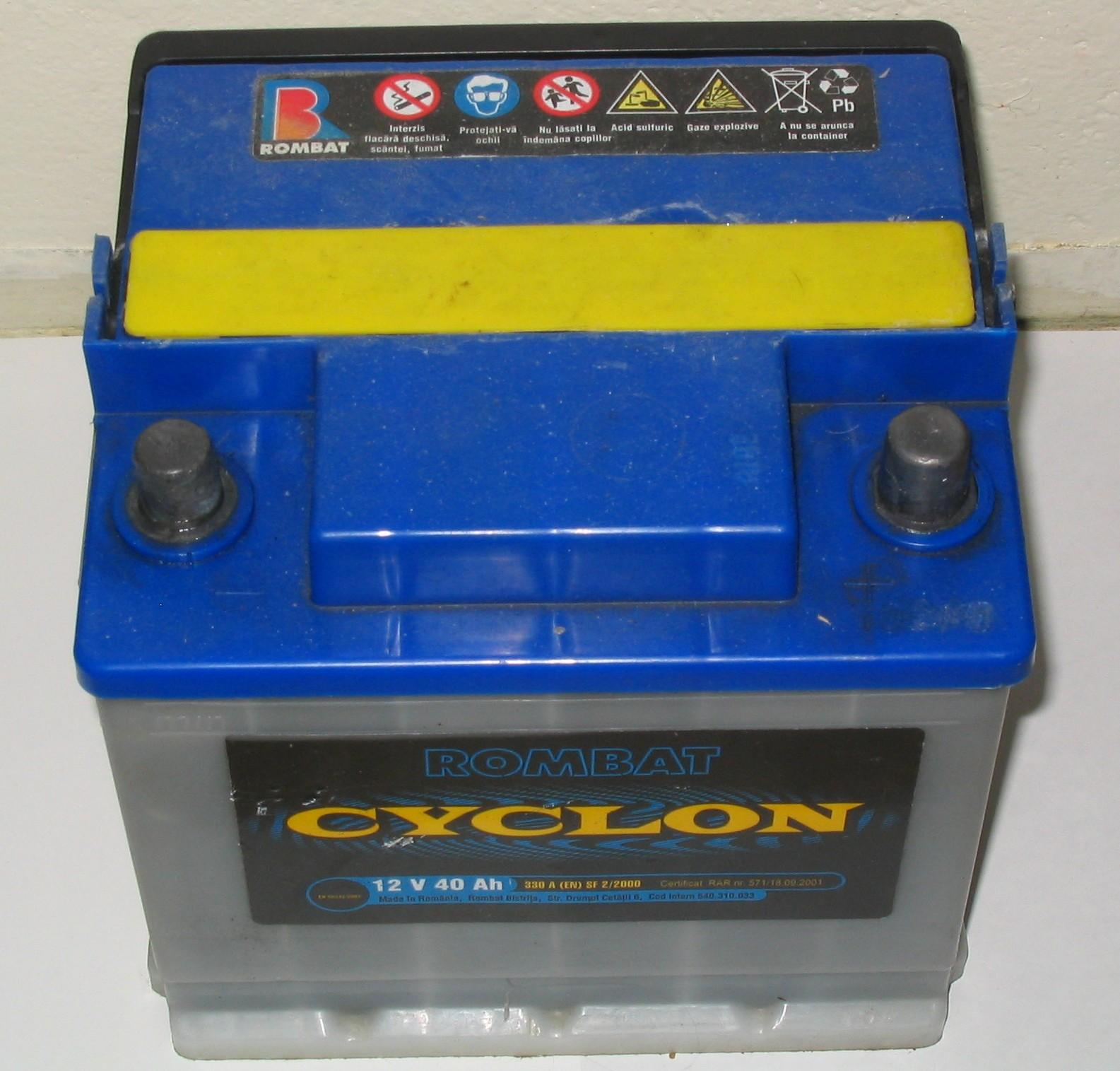
Bình ắc quy acid chì 12v 40Ah

## Ắc quy trên các xe ô tô hiện đại

### Ắc quy trên ô tô động cơ xăng và động cơ dầu diesel
Thường thì, quá trình khởi động chỉ tiêu tốn dưới ba phần trăm dung lượng ắc quy. Vì lý do này, ắc quy ô tô được thiết kế để cung cấp dòng điện có cường độ lớn trong một khoảng thời gian ngắn. Ắc quy khởi động của ô tô còn được gọi là 'Ắc quy SLI' (khởi động, chiếu sáng và đánh lửa). Ắc quy khởi động không được thiết kế để xả sâu, và việc xả kiệt bình ắc quy có thể làm giảm tuổi thọ của nó. Tuổi thọ trung bình của ắc quy trên các dòng xe ô tô sử dụng động cơ đốt trong là từ 2-4 năm.
Ngoài việc khởi động động cơ, ắc quy khởi động cung cấp năng lượng phụ thêm khi nhu cầu điện của xe vượt quá nguồn cung cấp từ hệ thống sạc. Nó cũng đóng vai trò ổn định điện áp, tránh việc điện áp tăng vọt có thể gây hại cho các hệ thống điện trên xe. Trong khi động cơ hoạt động, hầu hết năng lượng điện được cung cấp bởi máy phát điện, nó cũng bao gồm một bộ ổn áp để duy trì điện áp đầu ra trong khoảng 13.5 đến 14.5 V. Ắc quy khởi động hiện đại thường là loại acid chì, sử dụng sáu cell đấu nối tiếp nhau để tạo ra hệ thống 12 volt (trên hầu hết các xe du lịch và xe tải nhẹ), hoặc mười hai cell cho hệ thống 24 volt trong các xe tải nặng hoặc xe công trình.
Rò rỉ khí gas có thể xảy ra tại cực âm, nơi khí hydro có thể tích tụ do lỗ thông hơi của bình ắc quy bị tắc, kết hợp với nguồn lửa sẽ gây ra cháy nổ. Vụ nổ trong quá trình khởi động động cơ thường liên quan đến việc cực ắc quy bị ăn mòn hoặc quá bẩn. Một nghiên cứu năm 1993 của Cục An toàn Giao thông Hoa Kỳ cho biết 31% các vụ tai nạn do nổ ắc quy xe ô tô xảy ra trong quá trình sạc điện.  Các tình huống tai nạn dẫn đến nổ bình ắc quy phổ biến tiếp theo là trong quá trình câu nổ bình ắc quy bằng dây cáp, do  quy trình gắn cáp kết nối không đúng trình tự cọc bình hoặc do gắn trực tiếp cáp âm vào cọc âm ắc quy thay vì phải gắn cáp âm vào khung sườn xe. Gần hai phần ba số người bị thương trong các vụ tai nạn này bị bỏng acid và gần ba phần tư bị thương về mắt, cùng với những nguy cơ chấn thương khác có thể xảy ra.

### Ắc quy trên xe ô tô điện và xe hybrid
Xe ô tô điện (EVs) vận hành bởi loại pin có điện áp cao, nhưng hầu hết các loại xe này vẫn đước trang bị 1 bình ắc quy khởi động, bởi vì các hệ thống điện thân xe như đèn, còi đều hoạt động trên điện áp 12 V. Ắc quy khởi động trên ô tô điện lúc này được gọi là ắc quy dự phòng.
Không giống như ô tô sử dụng động cơ đốt trong, ô tô điện không sạc lại cho ắc quy dự phòng bằng máy phát điện mà sử dụng 1 bộ chuyển đổi điện áp 1 chiều để hạ điện áp từ pin xe xuống khoảng 14V để sạc cho ắc quy.

## Thông số kỹ thuật của ắc quy ô tô

### Kiểu dáng
Ắc quy ô tô có kiểu dáng được phân loại theo kích cỡ bình, vị trí cọc bình, kích cỡ cọc bình theo tiêu chuẩn DIN hoặc JIS.

### Điện áp
Có 2 mức điện áp ắc quy dành cho ô tô phổ biến là 12V và 24V. Trong đó ắc quy 12V là phổ thông nhất.

### Dung lượng (Ah)
Dung lương bình ắc quy được đo bằng Ah hay ampe giờ là một đơn vị đánh giá khả năng lưu trữ năng lượng điện của ắc quy. Dung lượng ắc quy ô tô phổ thông dao động trong khoảng 30 - 200 Ah.

### Dòng khởi động (CCA, CA, HCA)
- Dòng khởi động lạnh (CCA): Là cường độ dòng điện mà ắc quy có thể cung cấp ở 0 °F (−18 °C) trong 30 giây trước khi điện áp hạ xuống dưới 7,2 volt. Các ô tô hiện đại có động cơ được điều khiển bởi ECU và kim phun nhiên liệu điện tử nên chỉ mất vài giây để khởi động, vì vậy chỉ số CCA hiện nay không còn quan trọng như trước nữa.[9]
- Dòng khởi động (CA): Là cường độ dòng điện mà ắc quy có thể cung cấp ở 32 °F (0 °C), cũng trong 30 giây ở điện áp bằng hoặc lớn hơn 7,2 volt.
- Dòng khởi động nóng (HCA): Là cường độ dòng điện mà ắc quy có thể cung cấp ở 80 °F (27 °C) trong 30 giây trước khi điện áp hạ xuống dưới 7,2 volt..